# Huntley N. Spaulding

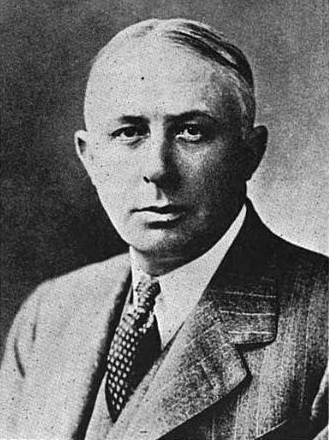
Huntley N. Spaulding

Huntley Nowell Spaulding (* 30. Oktober 1869 in Townsend, Middlesex County, Massachusetts; † 14. November 1955) war ein US-amerikanischer Politiker und von 1927 bis 1929  Gouverneur des Bundesstaates New Hampshire.

## Frühe Jahre
Huntley Spaulding war der Bruder von Rolland H. Spaulding, der zwischen 1915 und 1917 Gouverneur von New Hampshire gewesen war. Er besuchte bis 1889 die Phillips Academy in Andover. Danach arbeitete er in der Firma seiner Familie, die Faserplatten herstellte. Dort stieg er bald zum Manager auf. Er expandierte mit seiner Firma nach New Hampshire, in den Staat New York und sogar nach England. Schließlich wurde er Leiter der Firma, die ihren Sitz nach Rochester verlegte.

## Politischer Aufstieg
Huntley Spaulding war Mitglied der Republikanischen Partei. Im Jahr 1900 war er Delegierter auf der Republican National Convention, auf der William McKinley erneut als Präsidentschaftskandidat nominiert wurde. Während des Ersten Weltkriegs war er Vorsitzender des Produktionsausschusses für Lebensmittel in New Hampshire. Im Jahr 1917 war er als Food Administrator dann auch für die Verwaltung und Verteilung der Lebensmittel zuständig. Nach dem Krieg war er Vorsitzender des Rates zum Wiederaufbau Europas. Dabei setzte er sich für den Beitritt der Vereinigten Staaten zum Völkerbund ein. Zwischen 1921 und 1926 war er Leiter des Bildungsausschusses seines Staates.

## Gouverneur von New Hampshire
Am 2. November 1926 wurde er zum neuen Gouverneur seines Staates gewählt. Dieses Amt trat er am 6. Januar 1927 an. In seiner zweijährigen Amtszeit kam ihm seine Erfahrung als Firmenchef zugute. Er sorgte für eine effektivere Arbeitsweise seiner Regierungsbehörden. Eine Herausforderung stellte ein schweres Hochwasser im Jahr 1927 dar, das große Schäden in New Hampshire verursachte. Zur Beschaffung des für den Wiederaufbau und die Unterstützung der Opfer benötigen Kapitals wurden Staatsanleihen im Wert von drei Millionen Dollar ausgegeben.

## Weiterer Lebenslauf
Nach dem Ende seiner Gouverneurszeit zog sich Spaulding aus der Politik zurück. Er widmete sich wieder seinen geschäftlichen Interessen, war aber auch Kurator mehrerer Bildungsanstalten in New Hampshire. Im Jahr 1944 wurde er von der University of New Hampshire für seine Verdienste mit einer Medaille ausgezeichnet. Gouverneur Spaulding starb im Jahr 1955. Er war mit Harriet Mason verheiratet.

## Mitgliedschaft
1946 wurde Spaulding in die American Academy of Arts and Sciences gewählt.